# The Swarm (achtbaan)
The Swarm is een van roestvrij staal gefabriceerde achtbaan in het Thorpe Park in Groot-Brittannië.
De baan werd gebouwd door het Zwitserse bedrijf Bolliger & Mabillard en geopend op 15 maart 2012. De achtbaan is van het type wing coaster waarbij net als bij de vierdimensionale achtbaan de stoelen naast de rails hangen. In tegenstelling tot een vierdimensionale achtbaan draaien de stoelen echter niet ten opzichte van de achtbaantrein. Het thema van de attractie is de geflopte rampenfilm The Swarm.
De baanlengte is 775 meter en hij bereikt een maximale hoogte van 38,7 meter. De baan heeft vijf inversies.

## Galerij

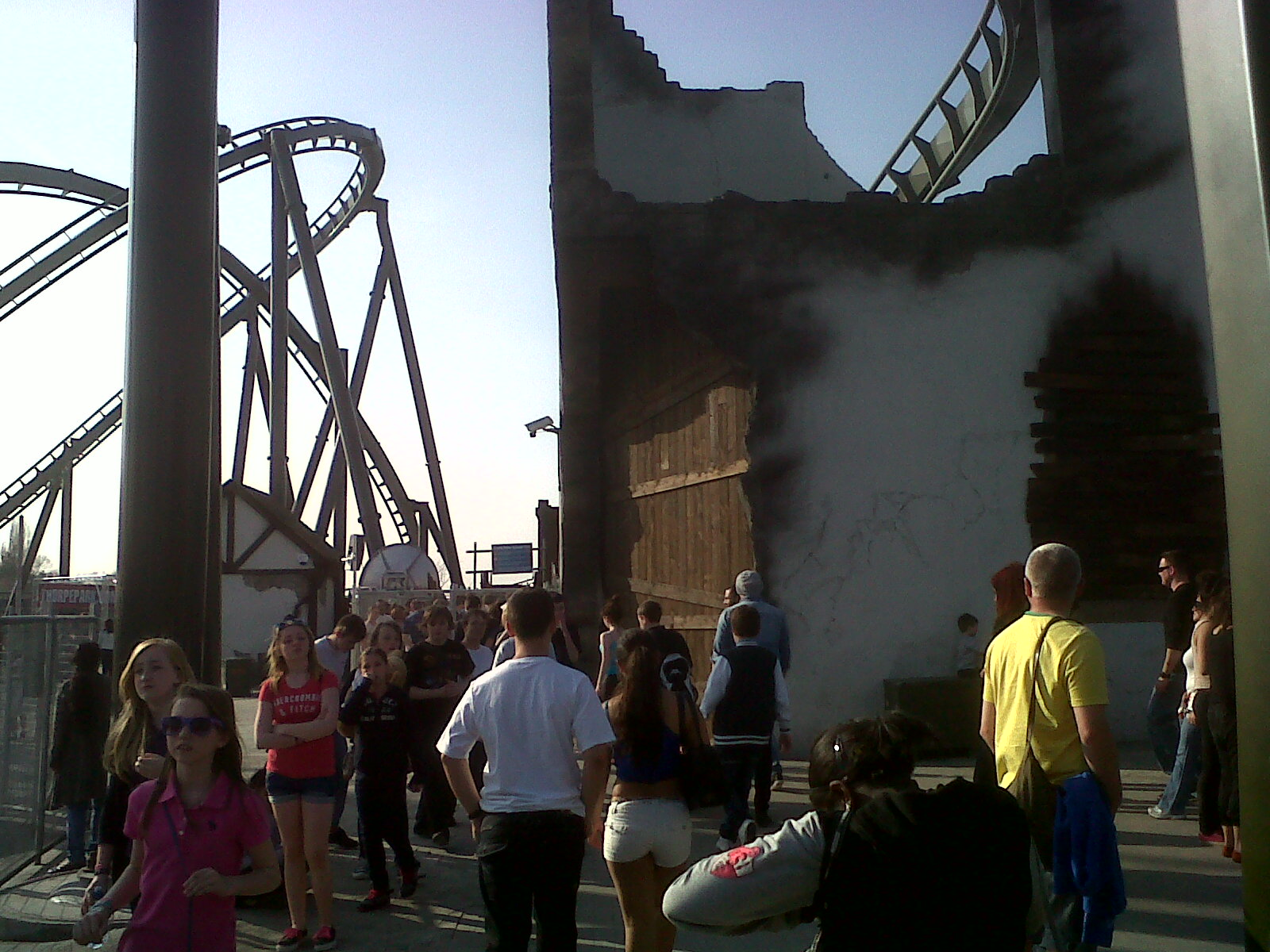
De verwoeste kerk maakt onderdeel uit van de thematisering van the Swarm
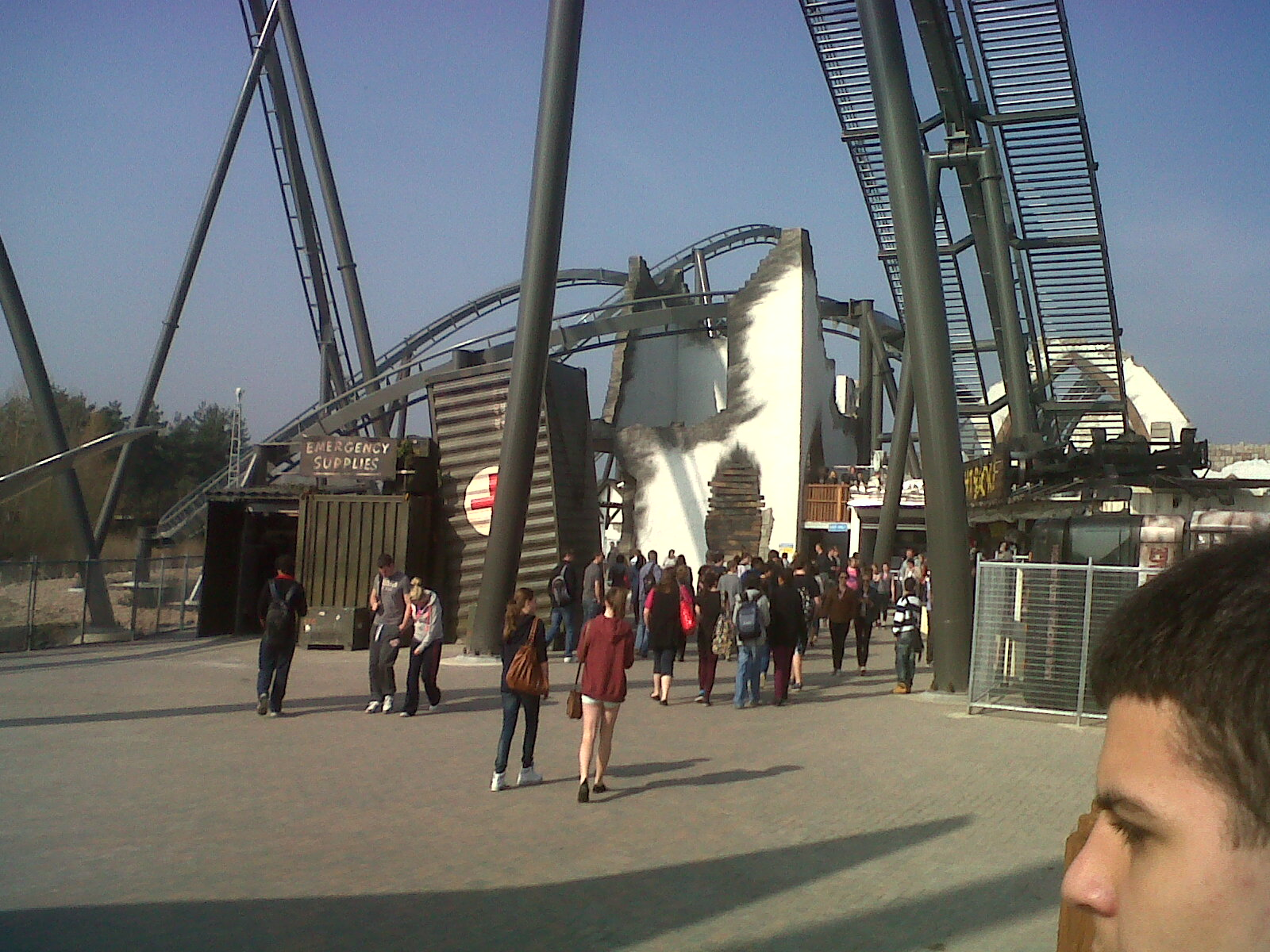
Het station van the Swarm